# Albert Millen
Albert Millen (4 september 1948), is een Belgisch voormalig voetballer die speelde als verdediger. Hij speelde twee seizoenen in de Eerste klasse bij Thor Waterschei.
Millen debuteerde in 1969 in de hogere afdelingen bij SK Bree dat in de Vierde klasse uitkwam. Daar werd hij in 1970 weggehaald door Thor Waterschei dat op dat moment in Derde klasse speelde. Millen bleef er tien seizoenen en vierde met de ploeg de promotie naar Tweede klasse in 1974 en deze naar Eerste klasse in 1978. Tussen 1978 en 1980 speelde Millen voor Waterschei 42 wedstrijden in de hoogste afdeling. Millen verhuisde naar Lommel SK dat in Vierde klasse uitkwam en promoveerde er in zijn eerste seizoen naar de Derde klasse. Millen bleef er nog spelen tot in 1984.
Na zijn actieve voetbalcarrière bleef Albert Millen jarenlang verbonden met het provinciale voetbal waar hij als voetbaltrainer verschillende ploegen zou coachen. Hij was in die functie ook actief in het zaalvoetbal.